# Felsőszentiván
Felsőszentiván è un comune dell'Ungheria di 2 048 abitanti (dati 2005). È situato nella contea di Bács-Kiskun.